# مملكة ألبانيا (العصور الوسطى)
مملكة ألبانيا (بالألبانية: Mbretëria e Arbërisë)‏ هي مملكة أسسها شارل أنجو في الأراضي الألبانية بمساعدة النبلاء الألبان المحليين الذين غزتهم الإمبراطورية البيزنطية في عام 1271. أعلن تأسيس مملكة ألبانيا في أواخر فبراير 1272. امتدت المملكة من منطقة دراس جنوبًا على طول الساحل حتى يوترينت. وفشلت محاولتهم للتقدم أكثر باتجاه القسطنطينية في حصار بيرات بين عامي 1280 و1281. تبع ذلك هجوم مضاد بيزنطي، مما أدى إلى خروج آل أنجو الكابيتيون منها بحلول عام 1281. أضعف تمرد صقلية شارل وسرعان ما تقلصت المملكة لصالح البيزنطيين لتصبح منطقة صغيرة حول دورازو. بقي آل أنجو الكابيتيون هنا حتى عام 1368 عندما استولى كارل ثوبيا على المدينة. استسلم ابن كارل ثوبيا في عام 1392 وانسحب من المدينة إلى جمهورية البندقية.

## التاريخ

### خلفية تاريخية
تحالف اللورد غولم ملك كروجا في البداية مع إبيروس خلال الصراع بين ديسبوتية إبيروس والإمبراطورية النيقية عام 1253. احتلت قوات غولم منطقة كوستور في محاولة لمنع قوات نيقية التابعة ليوحنا فاتاتزيس من دخول ديفول. تمكن فاتاتزيس من إقناع غولم لتغيير تحالفه وأُبرمت معاهدة جديدة بين الأطراف حيث وعد فاتاتزيس بضمان استقلالية غولم. وقّع حاكم إبيروس مايكل الثاني في نفس العام معاهدة سلام مع نيقية اعترف فيها بسلطتها على غرب مقدونيا وألبانيا. سُلِّمت قلعة كرويه إلى نيقية في حين اعترف إمبراطور نيقيا بالامتيازات القديمة ومَنَحَ أيضًا امتيازات جديدة. وقد أكد خليفته ثيودور الثاني لاسكاريس تلك الامتيازات لاحقًا.
انتزعت نيقية السيطرة على دراس من ميخائيل الثاني عام 1256. حاول جورج أكروبوليت خلال شتاء 1256-1257 إعادة تثبيت السلطة البيزنطية في منطقة أربانون. وألغى الحكم الذاتي بذلك وفُرضت إدارة جديدة. خالف ذلك وعود نيقية القديمة. ثار القادة الألبان المحليون وشجب مايكل الثاني أيضًا معاهدة السلام مع نيقية. وهاجم بدعم من القوات الألبانية مدن ديبار وأوخريد وبريليب. استغل مانفريد ملك صقلية في ذلك الوقت من الوضع وشن هجومًا على ألبانيا. استولت قواته بقيادة فيليب تشينارد على دراس وبيرات وفلورة وسبيناريزا ومحيطهم والساحل الجنوبي لألبانيا من فلورة إلى بوترينت. وبسبب مواجهة حرب على جبهتين توصل الحاكم مايكل الثاني إلى اتفاق مع مانفريد وأصبح حليفه. واعترف بسلطة مانفريد على المناطق التي استولى عليها والتي وتنازل عنها كهدية المهر بعد زواج ابنته هيلينا من مانفريد.
واصلت قوات نيقية الجديدة تقدمها واستيلائها على جميع مستعمرات مانفرثد في ألبانيا بعد هزيمة قوات مايكل الثاني ومانفريد في معركة بيلاغونيا باستثناء دراس. نظم مانفريد في سبتمبر عام 1261 حملة استكشافية جديدة وتمكن من استعادة جميع أراضيه في ألبانيا واحتفظ بها حتى وفاته في عام 1266. احترم مانفريد وحافظ على الاستقلالية القديمة وامتيازات النبلاء المحليين ومناطقهم. كما دمج النبلاء الألبان في مناصب إدارته كما كان الحال مع أندريا فرانا الذي كان الحاكم العام وحاكم دوريس ومنطقة أربانون المجاورة. كما استخدم مانفريد القوات الألبانية في حملاته في إيطاليا. عين مانفريد فيليب تشينارد كحاكم عام لسلطاته في ألبانيا. نقل تشينارد مقره من كورفو إلى كانينا المركز المسيطر على منطقة فلوري. تزوج هناك من إحدى أقارب مايكل الثاني.

### التأسيس

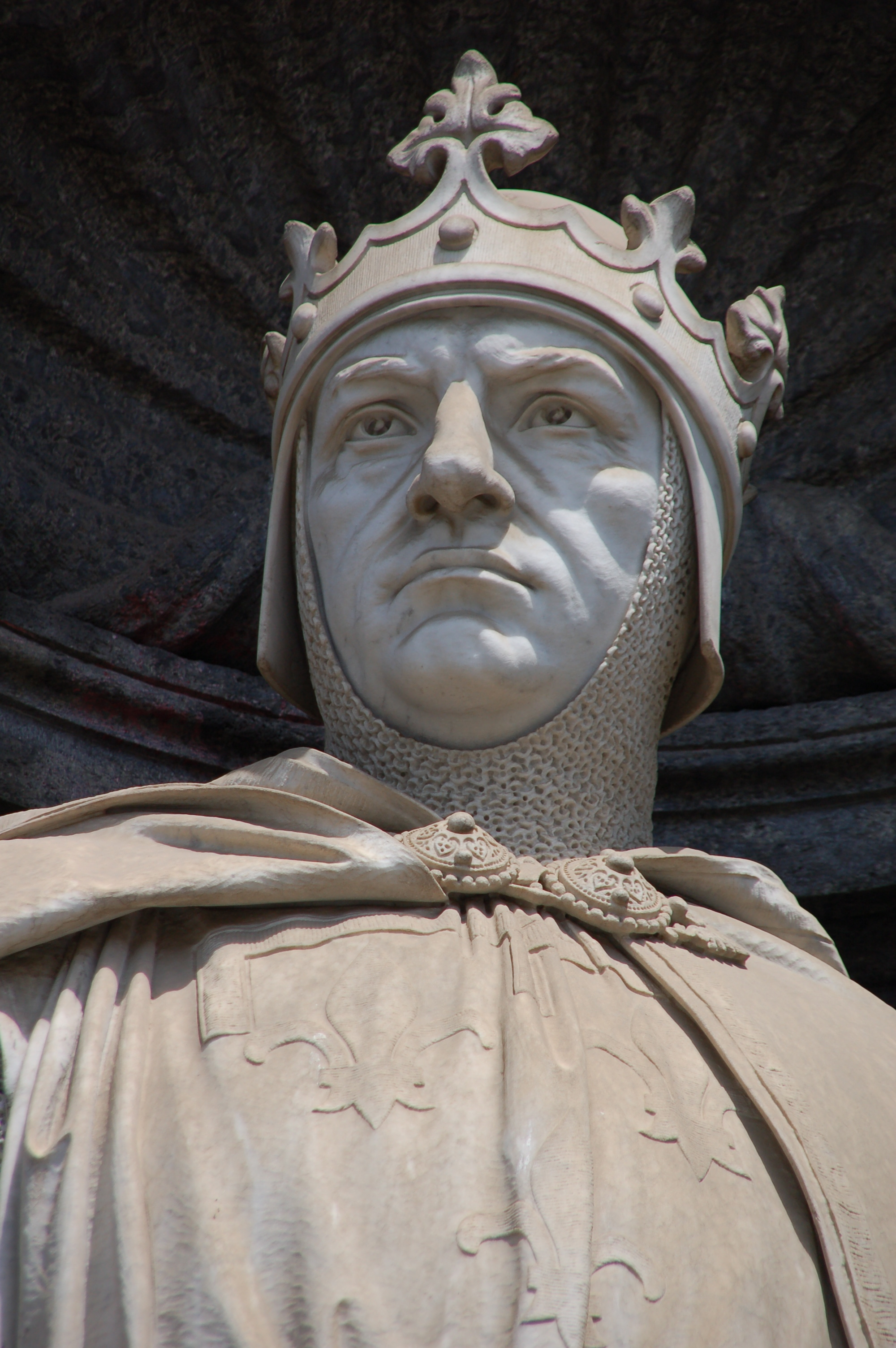
شارل أنجو

أُبرمت معاهدة فيتربو لعام 1267 بعد هزيمة قوات مانفريد في معركة بينيفنتو في عام 1266، مع اكتساب شارل ملك أنجو حقوقًا على سيادة مانفريد في ألبانيا. تآمر مايكل الثاني وتمكن من قتل حاكم مانفريد فيليب تشينارد بمساعدة زوجه عند سماع خبر وفاة مانفريد في معركة بينيفنتو، لكنه لم يستطع احتلال مناطق مانفريد. رفض النبلاء والقادة المحليون تسليم مناطق سيطرة مانفريد في ألبانيا إلى مايكل الثاني. أعطوا نفس الرد الرافض لمبعوث شارل جازو تشينارد في عام 1267.
أعاد شارل ملك أنجو تصويب أنظاره على ألبانيا بعد فشل الحملة الصليبية الثامنة. بدأ في التواصل مع القادة الألبان المحليين من خلال رجال الدين الكاثوليك المحليين. عمل كاهنان كاثوليكيان محليان هما جون من دوريس ونيكولا من أربانون كمفاوضين بين شارل ملك أنجو والنبلاء المحليين. قاما خلال عام 1271 بعدة رحلات بين ألبانيا وإيطاليا ونجحا في النهاية في مهمتهم. وصل وفد من النبلاء الألبان والمواطنين من دوريس إلى قصر شارل في 21 فبراير عام 1272. وقّع شارل معهم معاهدة وأُعلن ملكًا على ألبانيا بموافقة مشتركة من الأساقفة والكونتات والبارونات والجنود والمواطنين، ووعد بحمايتهم واحترام الامتيازات التي حصلوا عليها من الإمبراطورية البيزنطية. أعلنت المعاهدة الاتحاد بين مملكة ألبانيا ومملكة صقلية تحت حكم الملك شارل أنجو. عين غازو تشينارد في منصب نائبه العام وأمل في قيادة حملته ضد القسطنطينية مرة أخرى. أرسل طوال عامي 1272 و1273 مؤن ضخمة لمدينتي دوريس وفلوري. وأثار هذا الأمر قلق الإمبراطور البيزنطي ميخائيل الثامن باليولوج الذي بدأ في إرسال رسائل إلى النبلاء الألبان المحليين محاولًا إقناعهم بوقف دعمهم لشارل أنجو وتبديل تحالفهم. أرسل النبلاء الألبان تلك الرسالة إلى شارل الذي مدح ولائهم. ثم علّق مايكل الثامن آماله في وقف تقدم شارل على تأثير البابا غريغوري العاشر. كان لدى غريغوري آمال كبيرة في التوفيق بين أوروبا وتوحيد الكنائس الرومية واللاتينية وإطلاق حملة صليبية جديدة، ولتحقيق هذه الغاية أعلن إنشاء مجمع ليون الذي قرر عقده عام 1274 وعمل على ترتيب انتخاب إمبراطور، وأمر شارل بوقف عملياته.
فرض شارل أنجو حكم عسكري على مملكة ألبانيا. ألغى الحكم الذاتي والامتيازات المعطاة في المعاهدة بحكم الواقع وفرض ضرائب جديدة. وصودرت الأراضي لصالح نبلاء أنجو واستبعد النبلاء الألبان من مهامهم الحكومية. أخذ شارل الأول أبناء النبلاء المحليين كرهائن في محاولة لفرض حكمه وولائه المحلي. أدى هذا إلى استياء عام في البلاد وبدأ العديد من النبلاء الألبان في الاتصال بالإمبراطور البيزنطي مايكل الثامن الذي وعدهم بالاعتراف بامتيازاتهم القديمة.

### الهجوم البيزنطي
استغل مايكل الثامن فرصة إيقاف البابا لشارل الأول في أي هجوم جديد والاستياء العام داخل ألبانيا وبدأ حملة في ألبانيا في أواخر عام 1274. استولت القوات البيزنطية بمساعدة النبلاء الألبان المحليين على مدينة بيرات الهامّة ولاحقا على بوترينت. أبلغ الحاكم المحلي شارل الأول في نوفمبر 1274 أنَّ القوات الألبانية والبيزنطية حاصرت دوريس. استمر الهجوم البيزنطي واستولى على مدينة سبيناريزا الساحلية. وهكذا أصبحت دوريس إلى جانب منطقتي كروي وفلورا المناطق الوحيدة في ألبانيا التي كانت لا تزال تحت سيطرة شارل الأول لكنها كانت غير ساحلية ومعزولة عن بعضها البعض. كان بإمكانهم التواصل مع بعضهم البعض عن طريق البحر فقط ولكن أبقاهم وجود الأسطول البيزنطي المتمركز في سبيناريزا وبوترينت تحت ضغط مستمر. تمكن شارل أيضًا من الحفاظ على جزيرة كورفو.
سجل مايكل الثامن أيضًا انتصارًا دبلوماسيًا مهمًا على شارل الأول من خلال الموافقة على توحيد الكنيستين في مجمع ليون الثاني عام 1274. نهى البابا غريغوري العاشر عن أي محاولة قام بها شارل ضد قوات مايكل الثامن. أُرغم شارل أنجو في ظل هذه الظروف على توقيع هدنة مع مايكل الثامن في عام 1276.